# Зацепін Антон Володимирович
Анто́н Володимирович Зацепін (нар.. 20 травня 1982, Сегежа, Карельська АРСР, РРФСР, СРСР) — російський співак, танцюрист, актор. Фіналіст телевізійного проекту «Фабрика Зірок-4».

## Біографія
З дитинства Антона цікавили танці. Подорослішавши, він вирішив відкрити естрадну школу бальних танців, у чому допомогла його мати — професійний хореограф. Працював у танцювальній школі-студії до вступу до Санкт-Петербурзького Інституту культури та мистецтв імені Крупської (факультет естрадної майстерності та художньої комунікації, відділення «Хореографія»).
У 2004 році здобув друге місця в проекті «Фабрика зірок — 4». На пісню Ігоря Ніколаєва «Книжки о любви» було знято кліп за мотивами «Євгенія Онєгіна», де співак із «пушкінськими» бакенбардами грав звичайну людину XIX століття. Кліп знімався у музеї-квартирі Пушкіна на Мойці; за твердженнями деяких ЗМІ, у кадрі Зацепін тримає в руках перо, яким користувався поет. У 2004 році пісня «Широка река», що виконується ним у дуеті з Надією Кадишевою, посіла перше місце в хіт-параді Російського радіо «Золотий грамофон».
У 2014 році Антон закінчив заочне відділення акторського факультету ГІТІС (майстерня Володимира Андрєєва та Олександра Бармака) та підписав контракт зі звукозаписним лейблом «Хороші люди», але вже у вересні 2015 року розірвав контракт.
Викладає у Школі естрадного мистецтва «SAZ» та в Академії мистецтв Віктора Салтикова та Олександра Ягія.
У 2019 році Зацепін взяв участь у «народному» сезоні шоу «Один в один!».

## Особисте життя
Був одружений з Катериною Зацепіною. Розлучений, є дочка Олександра-Марта.

## Дискографія
Альбоми
- «Тобой одной» (2008)

## Сингли
- Грязнули (за участю групи Space4) (2012)
- Невозможно не любить (за участю групи Space4) (2012)
- Корабли (за участю групи Space4) (2013)
- Метель (2013)
- Кукла вуду (2013)
- Ты знаешь (2014)
- Олюшка (prod. Speen Beatz) (2015)
- Убежала (2016)

## Відеографія
| Рік  | Кліп                                    | Режисер            | Альбом      |
| ---- | --------------------------------------- | ------------------ | ----------- |
| 2004 | «Ниже ростом только Губин (концертний)» | -                  | Тобой одной |
| 2004 | «Книжки о любви»                        | Олександр Ігудін   | Тобой одной |
| 2004 | «Широка река (концертний)»              | -                  | Тобой одной |
| 2005 | «Улетаю»                                | Владислав Опельянц | Тобой одной |
| 2008 | «Знаю, будем вместе»                    | Резо Гігінеїшвілі  | TBA         |
| 2014 | «Ты знаешь»                             | -                  | -           |
| 2015 | «Олюшка»                                |                    | TBA         |
| 2017 | «Убежала»                               |                    |             |